# Silvio Fernández (scrimer născut în 1979)
Silvio Fernández Briceño (n. 9 ianuarie 1979, Caracas, Venezuela) este un scrimer venezuelan specializat pe spadă. A participat la trei ediții ale Jocurilor Olimpice.
Este fiul scrimerului Silvio Fernández, care a participat la Jocurile Olimpice din 1968 de la Ciudad de México. Primele sporturi au fost fotbal și natație. S-a apucat de scrimă la vârsta de zece ani. În 2000, a mers la Paris pentru să urmeze studii de drept administrativ și să se pregătească sub îndrumarea maestrului francez Daniel Levavasseur. În momentul respectiv, nu vorbea franceză: s-a prezentat la clubul Racing Lagardère cu o hârtie pe care era scris „Pot veni să mă antrenez?”
S-a calificat la Jocurile Olimpice din 2004 de la Atena și a ajuns în sferturile de finală. A fost învins de elvețianul Marcel Fischer, care a cucerit titlul olimpic în cele din urmă. La Beijing 2008, a pierdut în tabloul de 16 cu maghiarul Gábor Boczkó. La Londra 2012, a ajuns din nou în sferturile de finală, unde a fost bătut de americanul Weston Kelsey.
S-a căsătorit în anul 2009 cu spadasina elvețiană Sophie Lamon. Împreună au o fată, Celeste, născută în octombrie 2012. Avocat de formație, lucrează ca prim secretar la ambasada venezuelană de la Berna.

## Legături externe
- Materiale media legate de Silvio Fernández la Wikimedia Commons
- en Silvio Fernández la Olympedia.org